# Heterarmia dilectaria
Heterarmia dilectaria là một loài bướm đêm trong họ Geometridae.